# Tineo
Tineo ist eine Stadt, und auch Namensgeber der gleichnamigen Gemeinde in der autonomen Gemeinschaft Asturien im Norden Spaniens.

## Geschichte
Wie beinahe überall in Asturien bestätigen Funde aus der Steinzeit die frühe Besiedelung der Region.
 Mehrere Hügelgräber sind in der Sierra de Cabra, bei den Orten Baradal, Bones, Bustellán, Curiscada, Campiello, Merillés und Tamallanes zu sehen und teilweise auch zu besichtigen.

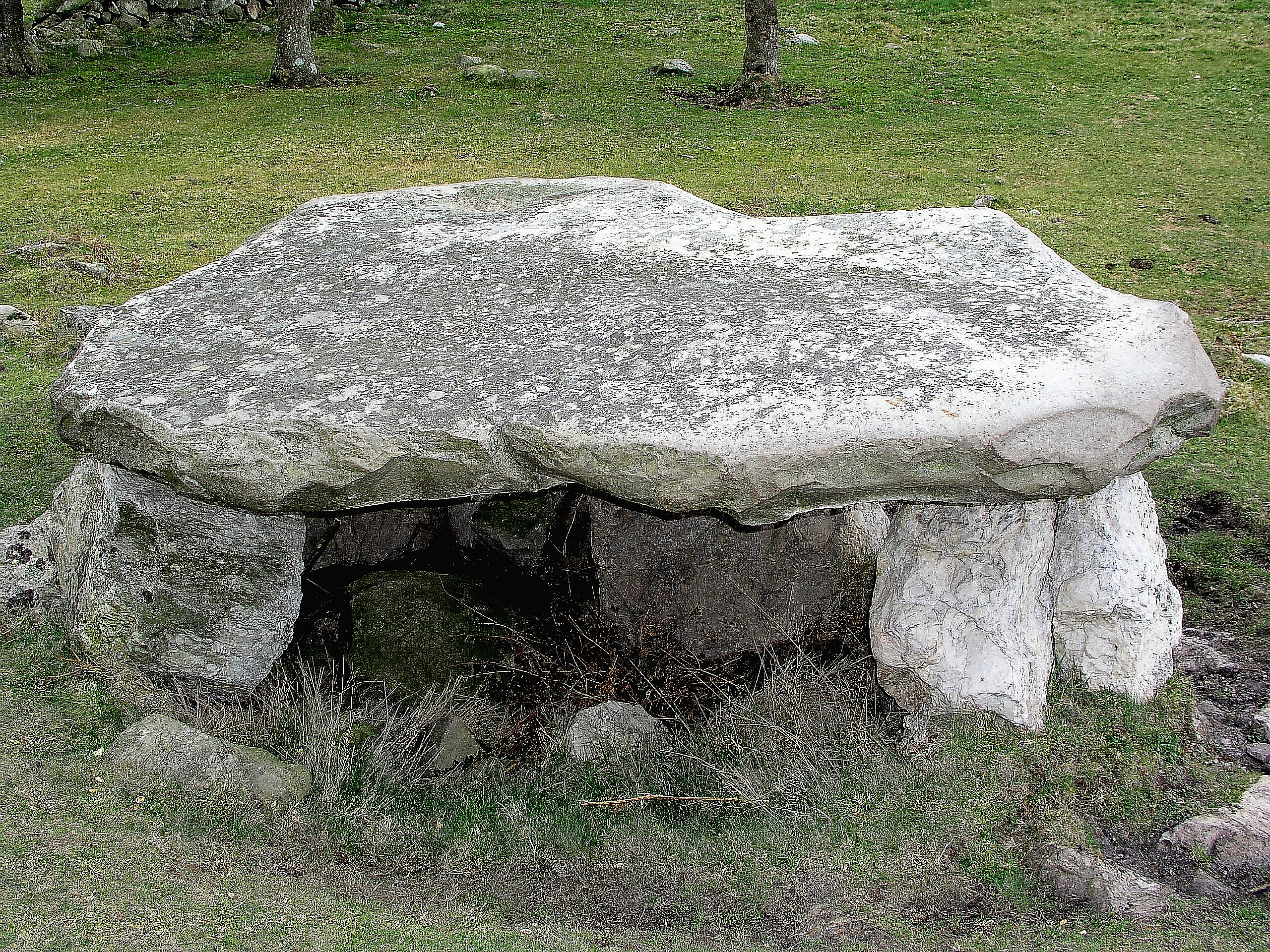
Dolmen von Merillés

Die Römer unterhielt hier mehrere Kastelle mit einer begleitenden Infrastruktur wie Brücken und Aquädukten, welche teilweise noch heute bestehen und benutzt werden. Die Römer waren es auch, die bei den Orten Navelgas und Cerrado Gold fanden, dieses abbauten und wie zahlreiche Münzfunde belegen dort auch prägten. Noch heute gibt es Gold in diesen Flüssen: Die 32. Weltmeisterschaft der Goldwäscher (32nd World Goldpanning Championships) fand vom 21.–27. Juli 2008 in Navelgas (Concejo de Tineo) statt.
Aus der Regierungszeit von König Silo stammt eine auf den 17. Januar 780 datierte Urkunde über die Gründung des Klosters Monasterio de Santa María la Real in Obona. 1222 gründete Alfons IX. Tineo als Durchgangspunkt auf dem Pilgerweg von Oviedo nach Santiago de Compostela. Diese Tradition führt der Ort heute mit zwei Pilgerherbergen fort.
Im 19. Jh. war die Gemeinde Schauplatz mehrerer Schlachten und Gefechte im
spanischen Freiheitskampf und dem Bürgerkrieg der Carlisten.
Das Wappen der Stadt zeigt links oben: die Burg Tineo, rechts oben: das Wappen von García de la Plaza – dem lokalen Helden –
links unten: das Wappen des Zisterzienserklosters von Castilla,
rechts unten: das Wappen des Franziskanerordens im Kloster von Tieno sowie mittig: das Wappen der Grafen von Tineo. Letzteres dient auch als Stadtfahne.

## Lokale Situation
Die Gemeinde ist begrenzt von
| Nordwest: Villayón                      | Norden: Valdes           | Nordost: Salas                       |
| Westen: Allande                         |                          | Osten: Belmonte de Miranda und Salas |
| Südwesten Allande und Cangas del Narcea | Süden: Cangas del Narcea | Südost: Somiedo                      |

Sie liegt 66 km von Oviedo, 90 km von Gijón und 64 km von Avilés entfernt. Tineo ist über folgende Straßen erreichbar:
AS-15 Cornellana - Puerto de Cerredo; AS-215 Tineo - Rodical; AS-216 Tineo - La Espina; AS-217 Tineo - Pola de Allande; AS-218 Tineo - Bárcena del Monasterio; AS-219 Luarca - Pola de Allande; TI-1 Tineo - Villatresmil

## Parroquias
Die Gemeinde Tineo ist in 44 Parroquias unterteilt:
| - Arganza - Bárcena del Monasterio - Borres - Brañalonga - Bustiello - Calleras - Cerredo | - Cezures - Collada - El Baradal - El Pedregal - El Rodical - Fastias - Francos | - Genestaza - La Barca - La Pereda - Merillés - Miño - Muñalén - Naraval | - Navelgas - Nieres - Obona - Ponte - Porciles - Pozón - Relamiego | - Rellanos - San Félix - San Facundo - San Fructuoso - San Martín de Semproniana - Sangoñedo - Santa Eulalia | - Santianes - Sobrado - Sorriba - Tablado - Tineo - Troncedo - Tuña | - Villatresmil - Zardaín |

Wie in weiten Teilen Asturiens herrscht durch die Nähe zum Golfstrom hier ein beinahe mediterranes Klima mit warmen, trockenen Sommern aber kalten Wintern vor, im Herbst kommt es mitunter zu relativ starken Stürmen.
Der Boden besteht überwiegend aus Metamorphem Gestein wie Quarzit, Schiefer und Sandstein und hat mit dem Patana (1.532 m) seine höchste Erhebung.
Das Gemeindegebiet wird von zahlreichen Flüssen durchquert (Rio Vichar, Rio Garboso, Rio Las Pontidas, Rio Gera, Rio Rodical, Rio Arganza, Rio Pequeño), der Rio Narcea bildet über weite Strecken die östliche Grenze der Comarca.
Die Stauseen "Embalse de la Florida" und Embalse de la Barca sind ein enormes Ausflugsziel.
Auffallend ist die Artenvielfalt bei Rotbuche, Birken, Eichen, Kastanien, Eschen und Haselnuss, die teilweise in erstaunlicher Dimension und Alter vorkommen. So wurden zum Beispiel:
- "Carbayón de Valentín" (eine Eiche - 16 m hoch - 20 m Kronenumfang - 10 m Stamm)
- "Fayona de Eiros" (eine Rotbuche - 28 m hoch - 30 m Kronenumfang - 4,45 m Stamm - 200 Jahre alt)

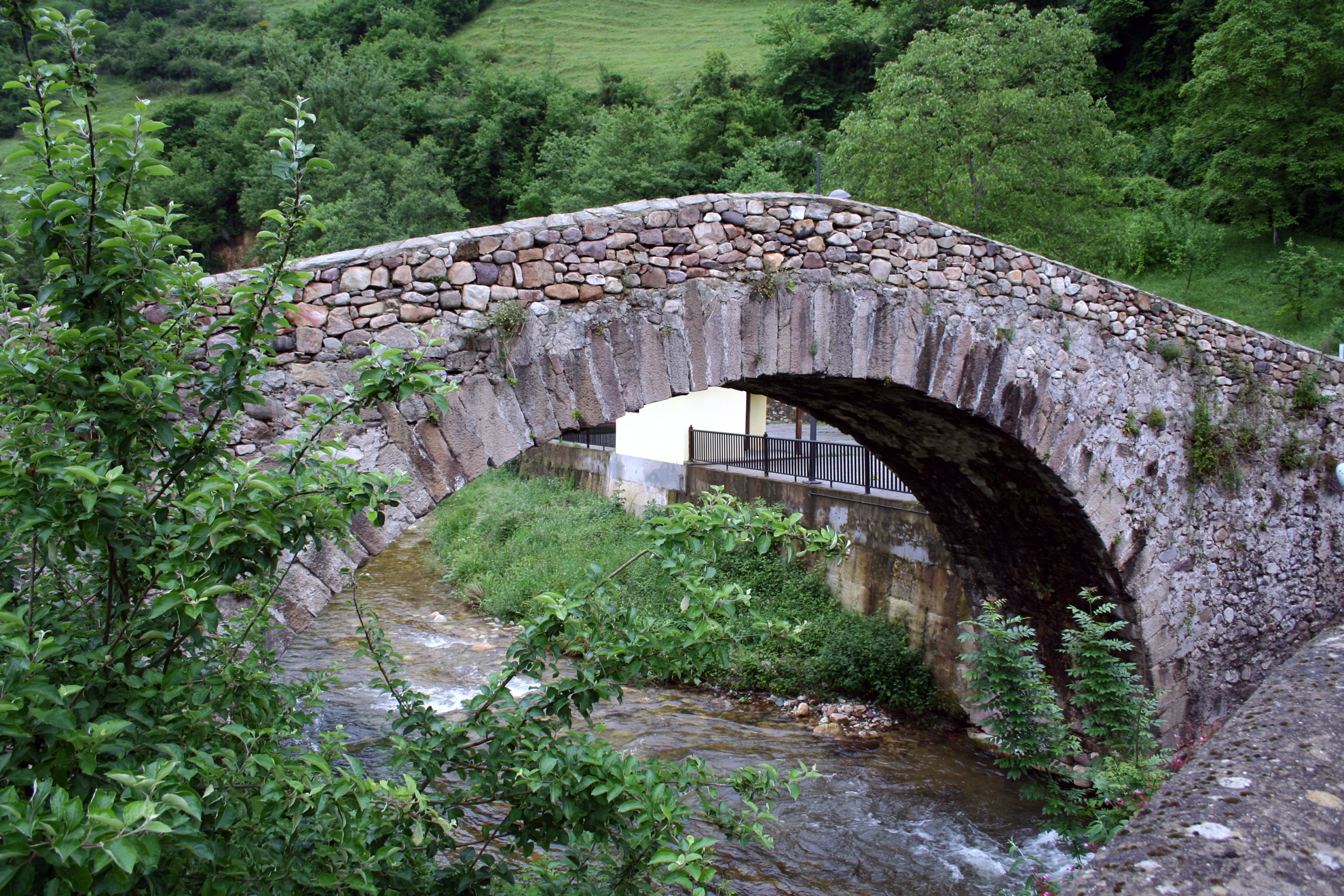
Eine römische Brücke

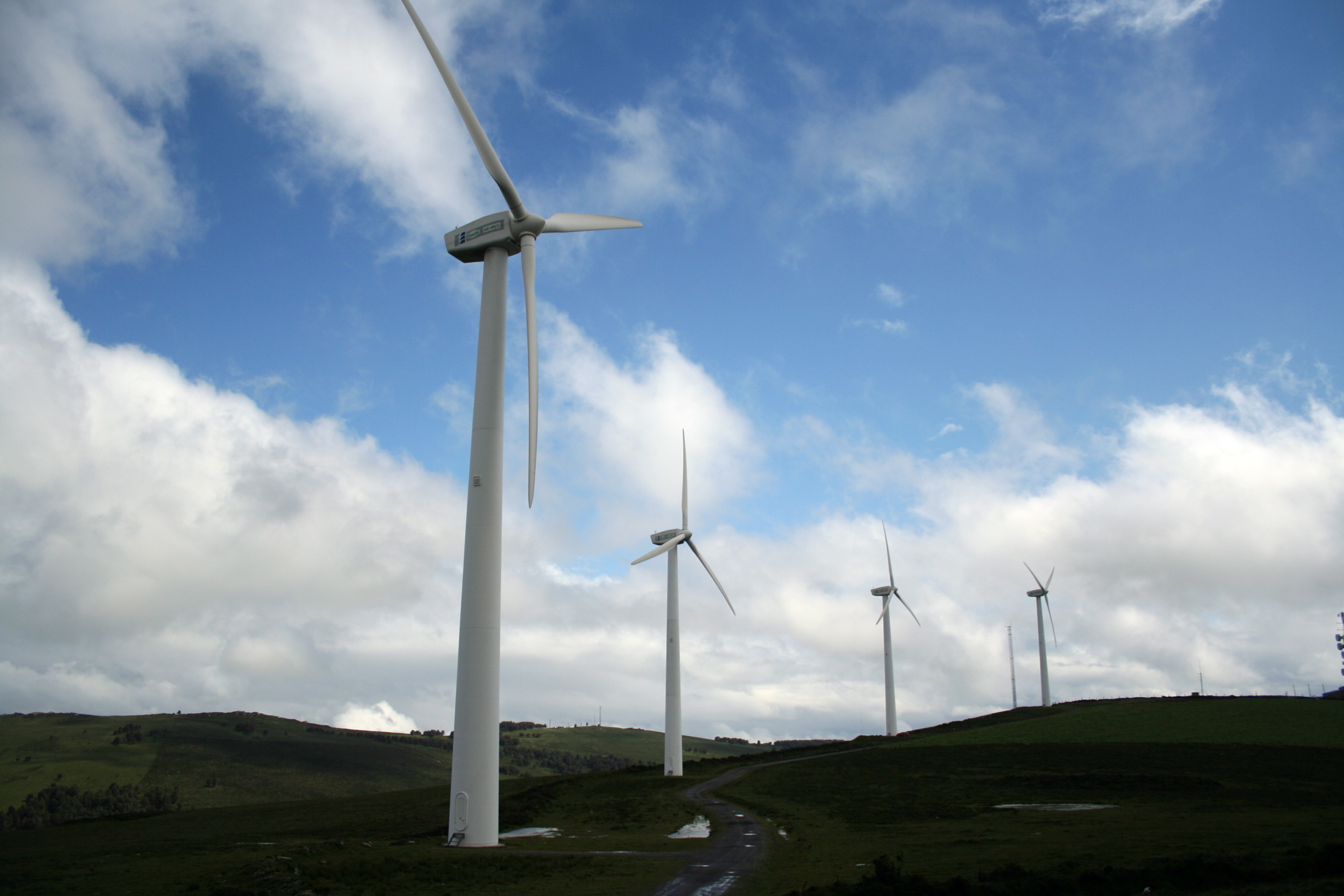
Windpark auf dem Berg Gallu

am 27. April 1995 zum Naturdenkmal erklärt. Durch diesen Reichtum an Gehölzen und Hecken ist hier auch das Schwarzwild, Rotwild, das Dam- und Federwild so stark vertreten, dass die Jagd unabdingbar ist und in von der Bevölkerung verbreitet ausgeübt wird.

## Wirtschaft
Landwirtschaft und Bergbau sind die größten Arbeitgeber der Region. Die dritte Stelle nimmt das Handels- und Transportgewerbe ein. An den Stauseen wird seit vielen Jahrzehnten Elektrizität erzeugt, der Aufbau mehrerer moderner Windparkes, u. a. auf dem Berg Gallu hat die Gemeinde zu einem der größten Stromerzeuger Asturiens werden lassen. Naturliebhaber und Jakobspilger machen, dass auch der Tourismus stark im Wachstum begriffen ist.
| | Beschäftigte | Anteil in Prozent |
| --- | ------------ | ----------------- |
| TOTAL | 4.052        | 100               |
| Ackerbau, Viehzucht und Fischerei                                                                             | 1.377        | 33,98             |
| Industrie | 678          | 16,73             |
| Bauwirtschaft                                                                                                 | 359          | 8,86              |
| Dienstleistungsbetriebe                                                                                       | 1.638        | 40,42             |
| * Daten aus dem Statistischen Amt für Wirtschaftliche Entwicklung in Asturien, Stand 2009 (PDF; 79 kB), SADEI |              |                   |

## Politik
Die 1987 auf 17 reduzierten Sitze des Gemeinderates werden alle 4 Jahre gewählt und sind wie folgt unterteilt
| Partei       | 1979 | 1983 | 1987 | 1991 | 1995 | 1999 | 2003 | 2007 | 2011 | 2015 |
| ------------ | ---- | ---- | ---- | ---- | ---- | ---- | ---- | ---- | ---- | ---- |
| PSOE         | 1    | 1    | 6    | 6    | 4    | 4    | 6    | 11   | 12   | 9    |
| CD / AP / PP | 1    | 4    | 3    | 2    | 4    | 5    | 7    | 5    | 4    | 5    |
| FAC          |      |      |      |      |      |      |      |      | 1    | 1    |
| UCD / CDS    | 5    | 2    | 3    |      |      |      |      |      |      |      |
| UCA / UCT    | 6    | 14   | 5    | 9    | 9    | 5    | 3    |      |      |      |
| URAS         |      |      |      |      |      | 2    |      |      |      |      |
| PAS          |      |      |      |      |      | 1    |      |      |      |      |
| ATI          |      |      |      |      |      |      | 1    |      |      |      |
| URAS-PAS-UC  |      |      |      |      |      |      |      | 1    |      |      |
| Parteilose   | 8    |      |      |      |      |      |      |      |      |      |
| IU           |      |      |      |      |      |      |      |      |      | 1    |
| SoTi         |      |      |      |      |      |      |      |      |      | 1    |
| Total        | 21   | 21   | 17   | 17   | 17   | 17   | 17   | 17   | 17   | 17   |

## Bevölkerungsentwicklung
Quelle: INE

## Sehenswürdigkeiten

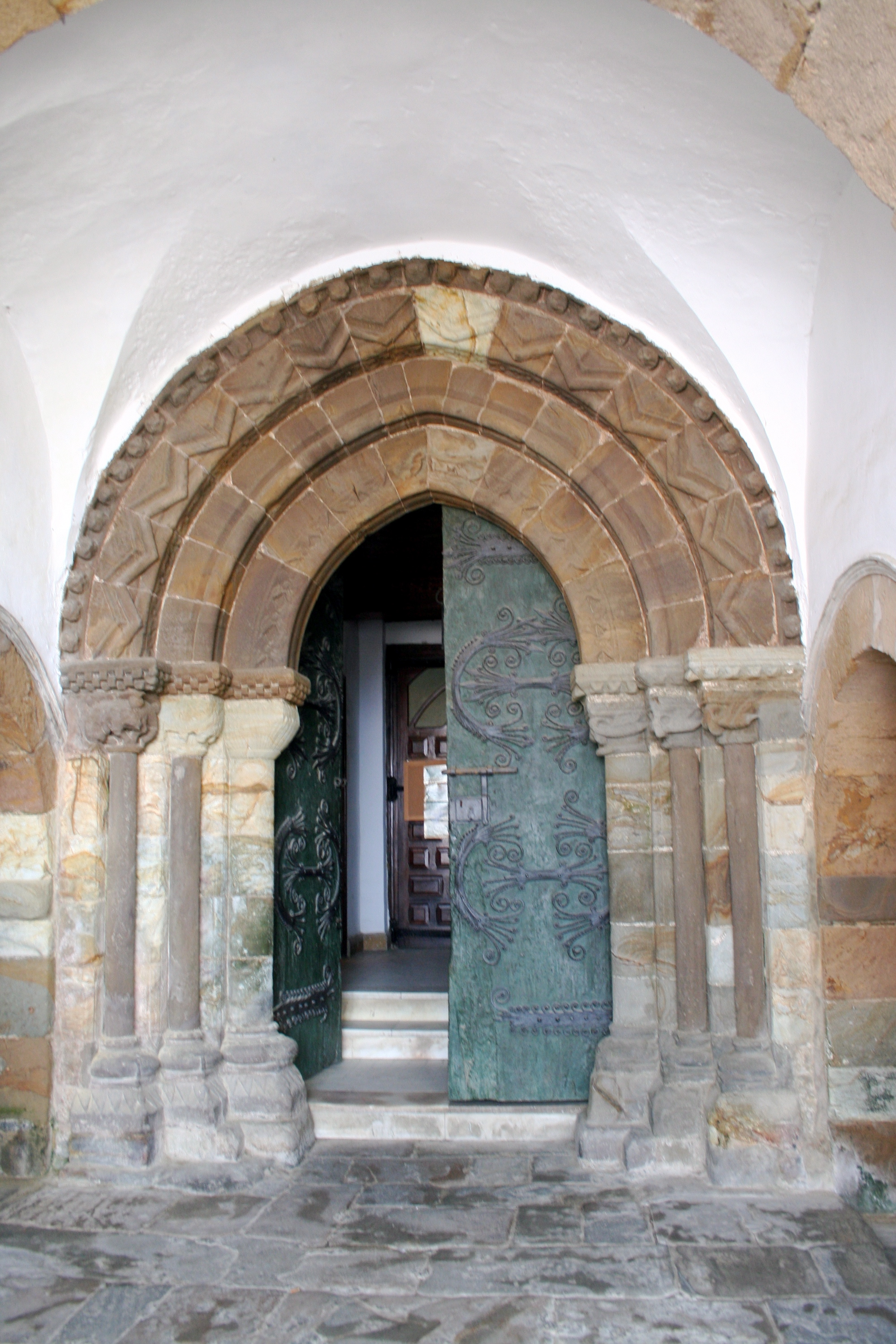
Eingang des Museums für sakrale Kunst

- Kloster und Kirche Santa María la Real
- Museo del Oro (Goldmuseum)
- Museo de Arte Sacro de Tineo (Museum für sakrale Kunst)
- Landhäuser und Paläste im nahen Umkreis
- Naturpark Campo de San Roque

## Söhne und Töchter
- Pedro Rodríguez de Campomanes, Politiker.
- Rafael del Riego, General und Revolutionär.
- José Maldonado González, letzter Präsident der Zweiten Spanischen Republik